# Neil Gorsuch

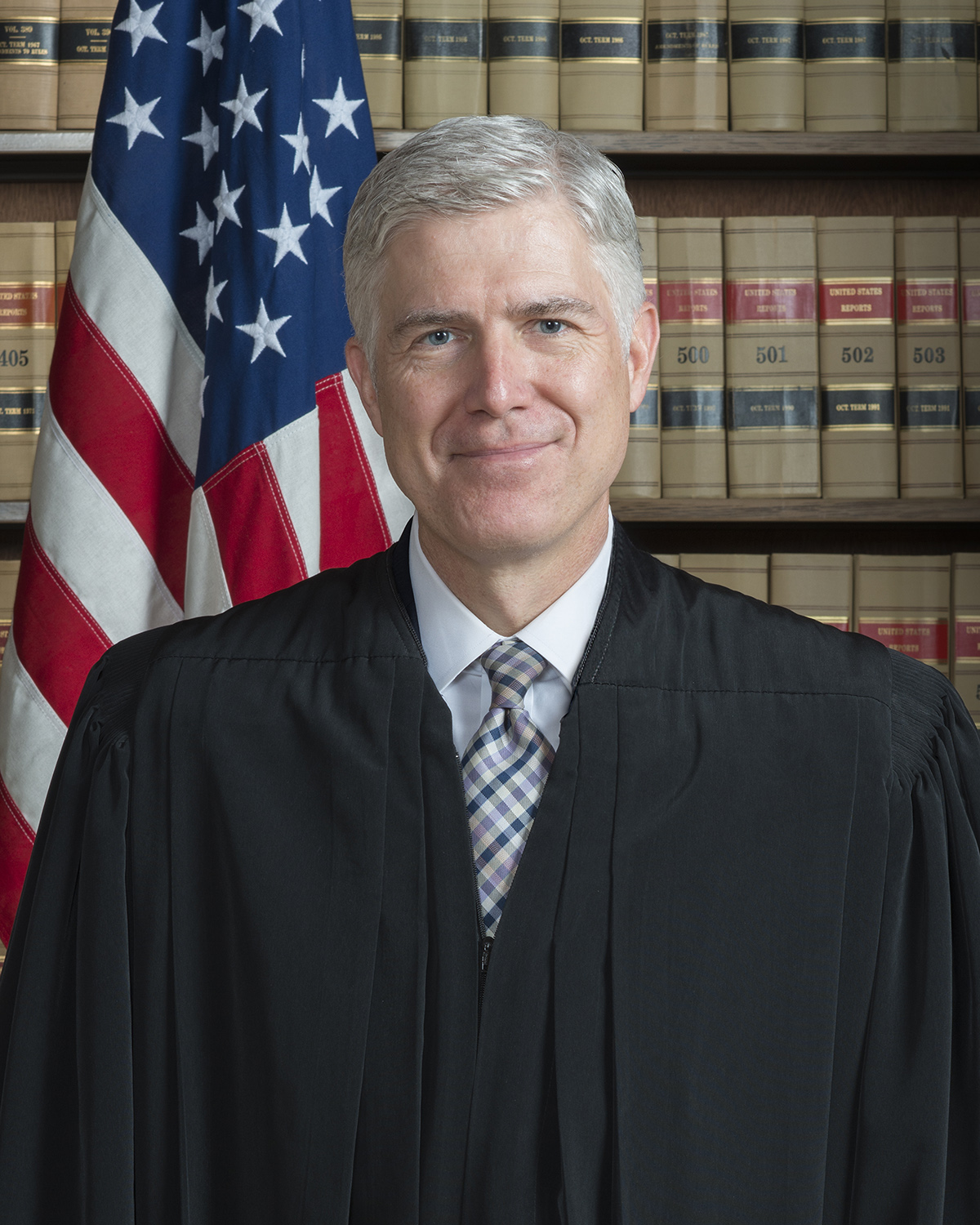
Neil Gorsuch (2017)

Neil McGill Gorsuch (* 29. August 1967 in Denver, Colorado) ist ein US-amerikanischer Jurist und seit dem 10. April 2017 Richter am Obersten Gerichtshof der Vereinigten Staaten. Er nimmt die nach Antonin Scalias Tod über ein Jahr vakante Stelle ein, nachdem er von US-Präsident Donald Trump dafür nominiert wurde. Zuvor war der als konservativ geltende Gorsuch von 2006 an Bundesrichter gewesen.

## Leben
Neil Gorsuch ist der Sohn von Anne Gorsuch Burford, die von 1981 bis 1983 im Kabinett Reagan Administratorin der Environmental Protection Agency (EPA) war. Er graduierte an der Jesuitenschule Georgetown Preparatory School und erhielt seinen Bachelor of Arts an der Columbia University. 1986 gründete Gorsuch gemeinsam mit Andrew Levy und P. T. Waters die Zeitung The Federalist, kurz The Fed. 1987 gehörte er zu den Stipendiaten der Harry S. Truman Scholarship. Seinen Juris Doctor erhielt Gorsuch an der Harvard Law School und seinen Doctor of Philosophy (Ph.D.) an der University of Oxford. Er arbeitete von 1991 bis 1992 für den Bundesrichter David B. Sentelle, der von 1987 bis 2013 dem United States Court of Appeals für den Gerichtsbezirk des District of Columbia angehörte. Anschließend war er für die Richter Byron White und Anthony Kennedy am Obersten Gerichtshof tätig.
Von 1995 bis 2005 praktizierte Gorsuch in Washington, D.C. in einer privaten Kanzlei. Von 2005 bis 2006 arbeitete er für das Justizministerium als Deputy Associate Attorney General. Sein erstes Buch, The Future of Assisted Suicide and Euthanasia, erschien im Juli 2006 bei Princeton University Press. Gorsuch ist Koautor von The Law of Judicial Precedent. Er wurde am 10. Mai 2006 von Präsident George W. Bush für den Vorsitz am United States Court of Appeals für den zehnten Gerichtsbezirk nominiert. Am 20. Juli bestätigte der Senat Gorsuch, woraufhin er den Posten als Richter am Bundesberufungsgericht in der Nachfolge von David M. Ebel antrat.

## Nominierung für den Supreme Court
Im September 2016, vor der Präsidentschaftswahl, nahm der republikanische Kandidat Donald Trump Gorsuch in seine Liste von 21 möglichen Kandidaten für den Obersten Gerichtshof auf, die er zu nominieren vorsah, sollte er gewählt werden. Nachdem Trump am 20. Januar 2017 Präsident geworden war, nominierte er Gorsuch am 31. Januar als Supreme Court Justice für die Nachfolge des im Februar 2016 gestorbenen Antonin Scalia. Trumps Vorgänger Barack Obama hatte für diesen Sitz im März 2016 den Richter Merrick B. Garland nominiert, aber die republikanische Mehrheit im Senat hatte bis zum Ende von Obamas Amtszeit eine Beratung und Abstimmung über diese Nominierung blockiert.
Nachdem Trump Anfang Februar die Entscheidung des Bundesrichters James Robart, die Einreisebeschränkung für Menschen aus sechs mehrheitlich muslimischen Ländern (Executive Order 13769) temporär auszusetzen, als lächerlich und Robart einen „sogenannten Richter“ genannt hatte, bezeichnete kurz darauf Gorsuch Angriffe auf die Justiz als „demoralisierend“ und „entmutigend“. Der Pressesprecher des Weißen Hauses, Sean Spicer, erklärte dazu, Gorsuchs Äußerungen hätten sich nicht auf Trump bezogen, sondern seien ganz allgemein gemeint gewesen. Bei seiner Bestätigungsanhörung im Senat, die am 21. März 2017 begann, nannte Gorsuch die Zweifel an der Integrität und an den Beweggründen von Bundesrichtern erneut „entmutigend und demoralisierend“.
Während der Anhörung wurde Gorsuch von Senator Al Franken scharf für sein Minderheitsvotum im Fall TransAm Trucking v. Administrative Review Board kritisiert. Darin hatte Gorsuch im Gegensatz zu den beiden anderen Richtern die Kündigung eines Fernfahrers für legal gehalten, der in einer frostigen Nacht seinen defekten Anhänger im Stich ließ, nachdem auch die LKW-Heizung ausgefallen war, und ihm seine Firma mehrere Stunden lang keine Hilfe geschickt hatte. Gorsuch sagte damals, man könne fragen, ob die Firma klug oder nett gehandelt habe, aber das sei nicht Aufgabe des Gerichts, sondern vielmehr, die Frage zu beantworten, ob es illegal sei. Das Center for American Progress schrieb in einer Stellungnahme, Gorsuch werde, wenn er Richter am Obersten Gerichtshof würde, wahrscheinlich den Kurs des Obersten Gerichtshofs fortsetzen, zugunsten von Unternehmen und gegen amerikanische Arbeiter und Verbraucher zu entscheiden.
Am 7. April 2017 stimmte der Senat der Nominierung zu. Am 10. April 2017 legte Gorsuch seinen Amtseid ab und trat sein Amt an.

## Tätigkeit am Supreme Court
In Gorsuchs erster Entscheidung am Supreme Court gab seine Stimme den Ausschlag für eine 5:4-Entscheidung zur Hinrichtung von Ledell Lee am 20. April 2017 in Arkansas. Der Fall erregte Aufsehen, weil in Arkansas, das zuletzt 2005 ein Todesurteil vollstreckt hatte, kurz vor Ablauf des Haltbarkeitsdatums eines für die letale Injektion verwendeten Medikaments acht Hinrichtungen anberaumt worden waren. Der Rechtsprofessor Rick Hasen gab nach Gorsuchs ersten Monaten Ende Juni 2017 die Einschätzung ab, Gorsuch zeige, dass er unter die konservativsten Richter des Supreme Court in der ideologischen Nachfolge Scalias und ähnlich seinen Kollegen Samuel Alito und Clarence Thomas zu verorten sei, wofür einige Äußerungen zu gesellschaftspolitischen Entscheidungen gesorgt hätten.
Nach zwei Jahren Amtszeit wurde er als konsequenter Konservativer in der klassischen Tradition eingeordnet, der sich für Bürgerrechte und die Einhaltung des Strafprozessrechts auch zugunsten unbeliebter Angeklagter wie Drogenhändler oder Sexualstraftäter einsetzt. Sein Denken im Originalismus führt daher regelmäßig zu Entscheidungen, die mit Libertarismus, dem Minarchismus des Klassischen Liberalismus und des Schutzes der Grundrechte, insbesondere des 4. Zusatzartikels zur US-Verfassung, konform gehen. Gorsuch verstehe sich selbst nicht als libertär und entscheidet auch gegen liberale und libertäre Ansprüche, wird aber dennoch als der libertärste Richter des Supreme Courts seit langer Zeit eingeordnet.
Allerdings schrieb Gorsuch die Mehrheitsmeinung in dem Fall Bostock v. Clayton County, wonach der Civil Rights Act of 1964 auch die dort noch nicht genannten LGBTQ-Personen vor Diskriminierung schützt. Diese Entscheidung wurde von Präsident Trump und zahlreichen konservativen Beobachtern mit Enttäuschung aufgenommen, es war sogar von „Verrat“ (betrayal) die Rede.
In der 2020 von ihm verfassten Mehrheitsmeinung im Fall McGirt v. Oklahoma stellte er fest, dass das Gebiet des ehemaligen Indianerterritoriums (im konkreten Fall das Territorium der Muskogee) im Osten Oklahomas im Hinblick auf die Strafgerichtsbarkeit nicht explizit aufgehoben wurde und damit als indianisches Reservat weiterbesteht (so dass nicht die Gerichtsbarkeit des Bundesstaates Oklahoma, sondern die des Bundes zuständig ist). Schon 2019 hatte er im Fall Washington State Department of Licensing v. Cougar Den, Inc. (wo es darum ging, dass der Staat Washington von einer den Yakama zugehörigen Gesellschaft Steuern auf Erdöltransporte wollte, obwohl es Verträge gibt, dass die Yakama die Straßen frei benutzen können) zugunsten der Yakama geurteilt. In dem von ihm verfassten zustimmenden Sondervotum (concurring opinion) vertrat er die Auffassung, dass Verträge mit indigenen Völkern so anzuwenden seien, wie die jeweiligen Vertragsunterzeichner (in diesem Fall die Yakima) diese aufgefasst hätten.
Zusammen mit vier anderen von republikanischen Präsidenten nominierten Richtern hob Gorsuch im Juni 2022 die Grundsatzentscheidung Roe v. Wade von 1973 mit der Begründung auf, dass das in ihr verankerte Recht auf Schwangerschaftsabbruch „von Anfang an ungeheuer falsch“ und die Argumentation im Urteil „außergewöhnlich schwach“ war (Dobbs v. Jackson Women’s Health Organization).